# Franz Adt
Franz Adt (* 7. April 1822 in Ensheim, seit 1974 Ortsteil von Saarbrücken; † 21. Juli 1870 ebenda) war ein deutscher Unternehmer der Pappmachédynastie Adt, Bürgermeister seines Heimatortes und Abgeordneter des bayerischen Landtages.

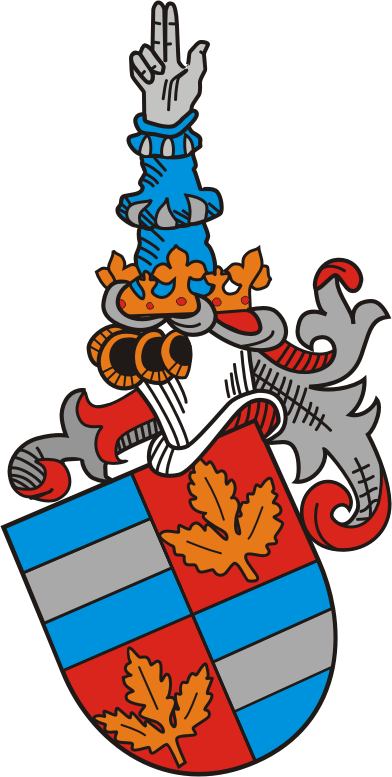
Familienwappen Adt

## Leben

### Herkunft und Familie
Franz Adt entstammte einer Familie, die seit Generationen im heutigen Grenzgebiet zwischen Frankreich und Deutschland ansässig und unternehmerisch tätig war. Seine Eltern waren der Dosenfabrikant Peter Adt (Peter III. 1798–1879) und dessen Ehefrau Margaretha Walter (1798–1859). Sein Großvater Peter II. (1777–1849) schuf mit den von ihm entwickelten Trophée-Dosen ein stattliches Vermögen.
Franz heiratete Sofia Eleonore Bertha Kautz, Tochter des Saarbrücker Kreistierarztes Jakob Kautz. Aus der Ehe stammte der Sohn Eduard (1850–1919, Fabrikant und Mitglied des Reichstags).

### Unternehmerisches Wirken
1839 gründete sein Vater mit ihm und seinen Brüdern Peter (1820–1900) und Johann-Baptist (1825–1913) die „Pappmachédosenfabrik Gebrüder Adt“ OHG, die sich zu einem erfolgreichen Unternehmen entwickelte.
Später übernahm Franz von seinem Vater den Fabrikationsbetrieb in Ensheim, während sein Bruder Johann-Baptist den Betrieb in Forbach und Peter die Betriebe in Pont-à-Mousson und in Blénod erhielten.
Franz kümmerte sich in Ensheim um den weiteren Ausbau des Unternehmens. In seinem Heimatort sorgte er für die erste Gasbeleuchtung in der bayerischen Rheinpfalz.
Er betätigte sich politisch und wurde am 24. Mai 1860 zum Bürgermeister von Ensheim und am 29. April 1863 in den bayerischen Landtag gewählt. Diese Ämter hatte er bis zu seinem Tode inne.